# Supercopa do Equador de Futebol de 2021
A Supercopa do Equador de Futebol de 2021 ou Supercopa Ecuador 2021 (oficialmente: Supercopa Pilsener Ecuador 2021 por razões de patrocínio) foi a segunda edição da supercopa do futebol do Equador. A competição será organizada pela Federação Equatoriana de Futebol (em castelhano:  Federación Ecuatoriana de Fútbol; cuja sigla é FEF), órgão máximo do futebol equatoriano. Originalmente estava marcada para acontecer de 4 a 10 de fevereiro de 2021 nas cidades de Guayaquil e Quito, com a participação de quatro times.
Em 3 de fevereiro de 2021, a Federação Equatoriana de Futebol (em castelhano:  Federación Ecuatoriana de Fútbol; cuja sigla é FEF) confirmou o adiamento da competição para o segundo semestre do ano devido aos vários casos do COVID-19 em um dos times participantes.

## Regulamento
Em 8 de janeiro de 2021, a FEF confirmou a realização da edição de 2021 da Supercopa do Equador, ao mesmo tempo que anunciou uma mudança de formato para esta edição. Depois que a Copa do Equador de 2020 foi cancelada devido à pandemia de COVID-19, a FEF anunciou um aumento de dois para quatro no número de times participantes do torneio. Os quatro times jogarão duas chaves semifinais em jogos únicos, com os vencedores avançando à final e os perdedores indo para a disputa pelo terceiro lugar.

## Participantes
Originalmente, o Barcelona foi convidado a participar como campeão da Série A de 2020, no entanto, em 20 de janeiro de 2021, o clube desistiu de participar da competição para evitar um conflito potencial com um de seus patrocinadores. Em 22 de janeiro de 2021, a Federação Equatoriana de Futebol confirmou que o 9 de Octubre, campeão da Série B de 2020, tomaria o lugar do Barcelona na competição.
| Clube                   | Cidade    | Método de classificação                                | Participação(ões) (negrito indica título) |
| ----------------------- | --------- | ------------------------------------------------------ | ----------------------------------------- |
| LDU                     | Quito     | Campeão da Supercopa do Equador 2020                   | 2ª (2020)                                 |
| Independiente del Valle | Sangolquí | Campeão da Copa Sul-Americana de 2019                  | 1ª                                        |
| Emelec                  | Guayaquil | Tricampeão consecutivo da Série A em 2013, 2014 e 2015 | 1ª                                        |
| 9 de Octubre            | Guayaquil | Campeão da Série B de 2020                             | 1ª                                        |
| Delfín                  | Manta     | Campeão da Série A em 2019                             | 2ª (2020)                                 |

## Jogos
|  | Rodada Preliminar | Rodada Preliminar       | Rodada Preliminar |  |  | [Semifinais | [Semifinais  | [Semifinais |  |  | Final | Final     | Final |
|  |                   |                         |                   |  |  |             |              |             |  |  |       |           |       |
|  |                   |                         |                   |  |  |             | Barcelona    | 1           |  |  |       |           |       |
|  |                   | 9 de Octubre            | 2                 |  |  |             | 9 de Octubre | 0           |  |  |       |           |       |
|  |                   | Emelec                  | 0                 |  |  |             |              |             |  |  |       | Barcelona | 0     |
|  |                   |                         |                   |  |  |             |              |             |  |  |       | LDU Quito | 1     |
|  |                   |                         |                   |  |  |             | LDU Quito    | 4           |  |  |       |           |       |
|  |                   | Independiente del Valle | 3                 |  |  |             | Delfín       | 2           |  |  |       |           |       |
|  |                   | Delfín                  | 5                 |  |  |             |              |             |  |  |       |           |       |

## Premiação
| Supercopa do Equador de Futebol de 2021 |
| Equador                                 |
| --------------------------------------- |
| LDU Quito Campeão (2.º título)          |